# Pervez Khattak
Pervez Khattak (en ourdou : پروېز خټک), né le 1er janvier 1950 à Manki Sharif dans le district de Nowshera, est un homme politique pakistanais. Élu cinq fois député à l'Assemblée provinciale de Khyber Pakhtunkhwa durant sa carrière, il est ministre provincial puis ministre en chef de la province de Khyber Pakhtunkhwa de 2013 à 2018, avant de devenir ministre de la Défense le 20 août 2018.
Influent dans la province de Khyber Pakhtunkhwa, il a successivement été membre du Parti du peuple pakistanais, du Parti du peuple pakistanais (Sherpao) avant de finalement rejoindre le Mouvement du Pakistan pour la justice. Il est un proche de son dirigeant, Imran Khan.

## Études
Pervez Khattak est né le 1er janvier 1950 dans le village de Manki Sharif du district de Nowshera. Il est diplômé de l'Aitchison College à Lahore ou il a connu Imran Khan et a obtenu un bachelor du Gordon College de Rawalpindi.
Il est le cousin de Nasrullah Khan Khattak, qui a aussi été ministre en chef de la province de Khyber Pakhtunkhwa.

## Carrière politique

### Influence montante dans le nord-ouest
Pervez Khattak a commencé sa carrière politique en 1983 en tant que conseiller de district (district council). Il devient ensuite nazim du district de Nowshera. 
Il a été élu cinq fois député de l'Assemblée provinciale de Khyber Pakhtunkhwa, et a donc été élu à chaque élection depuis les législatives de 1993. Il a rejoint le Parti du peuple pakistanais en 1988 puis le Parti du peuple pakistanais (Sherpao) en 2002,. 
Il est ministre de l’Irrigation sous le gouvernement provincial du Parti national Awami de Ameer Haider Khan Hoti, puis démissionne pour rejoindre le Mouvement du Pakistan pour la justice en décembre 2011, critiquant la corruption du gouvernement local. Il se présente ensuite à la présidence de son parti pour la province, mais est défait d'une courte marge. Il est cependant ensuite élu secrétaire général central en battant Arif Alvi.

### Ministre en chef

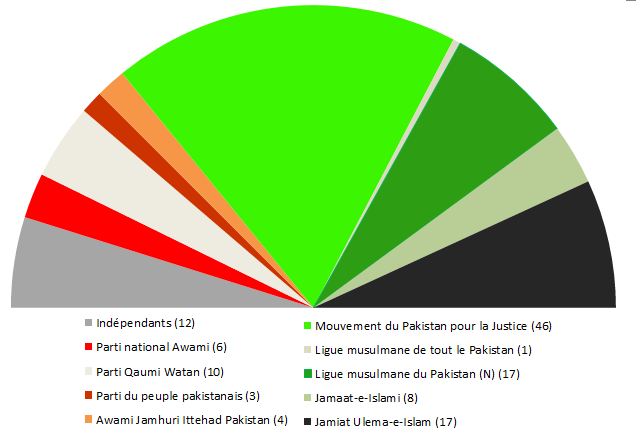
Composition de l'Assemblée provinciale de Khyber Pakhtunkhwa après les élections législatives de 2013.

À l'occasion des élections législatives de 2013, il se présente simultanément dans la première circonscription de Nowshera à l'Assemblée nationale et la deuxième circonscription de Nowshera à l'Assemblée provinciale de Khyber Pakhtunkhwa. Il remporte la première avec 44,9 % des voix et la seconde avec environ 42 % des voix en battant son principal rival de Parti national Awami. Alors que son parti arrive troisième au niveau national et largement premier dans la province de Khyber Pakhtunkhwa, il choisit de conserver la seconde circonscription.
Il est ensuite nommé par son parti pour le poste de chef de gouvernement (ministre en chef) de Khyber Pakhtunkhwa et est élu à ce poste par l'Assemblée provinciale avec 84 voix contre 37 pour son rival de la Jamiat Ulema-e-Islam (F) le 31 mai 2013. Il forme ensuite un gouvernement de coalition incluant le Parti Qaumi Watan, la Jamaat-e-Islami et l'Awami Jamhuri Ittehad Pakistan,.
En novembre 2013, son parti entre en conflit avec le Parti Qaumi Watan. Pervez Khattak, sous la pression d'Imran Khan, expulse d'abord deux des trois ministres du parti, les accusant de corruption en indiquant leur avoir déjà donné un avertissement pour leurs pratiques. Le Mouvement du Pakistan pour la justice (PTI) met ensuite fin à cette alliance, alors que les dirigeants du Qaumi Watan démentent et accusent en échange son ancien allié de pratiques illégales. Cela dit, une enquête interne demandée par la direction du PTI aurait conclu que onze ministres ont été impliqués dans des faits de corruptions, et seuls trois ont été expulsés. D'un autre côté, des analystes ont noté que les deux partis connaissaient des désaccords politiques de fonds, par exemple concernant les négociations de paix avec les talibans, le blocage des ravitaillements de l'OTAN ou les programmes scolaires.
Le gouvernement de Pervez Khattak expérimente dès 2013 un programme de sécurité sociale pour les plus démunis, inédit au Pakistan mais seulement limité à quatre districts de la province. 

### Ministre fédéral
Lors des élections législatives de 2018, Pervez Khattak est simultanément réélu député provincial et élu député fédéral à Nowshera. Bien qu'il aurait souhaité conserver sa position provinciale et effectuer un second mandat à la tête de la province, Imran Khan lui demande de conserver son siège fédéral afin de sauvegarder la fragile majorité du parti à l'Assemblée nationale. Pervez Khattak aurait toutefois conseillé Imran dans son choix de Mahmood Khan pour le remplacer.
Le 20 août, Pervez Khattak est nommé ministre de la Défense dans le cabinet fédéral du Premier ministre Imran Khan.
Le 18 juillet 2023, il quitte le PTI pour former chacun un nouveau parti, le PTI-P.